# Grec médiéval
Grec médiéval (en grec : Μεσαιωνική Ελληνική) ou Grec byzantin est un terme linguistique qui décrit la troisième période de l'histoire de la langue grecque.

## Définition
Ses limites conventionnelles vont du XIIe siècle à la chute de Constantinople en 1453. Ce laps de temps correspond à une partie de l'Empire byzantin et c'est pourquoi l'on emploie aussi le terme de « grec byzantin ». Ce grec médiéval est représenté par d’importantes œuvres littéraires comme le poème de Michel Glycas daté de 1159 et la Chronique de Morée, vers 1320-1330.

## Variantes
On en connaît trois variantes, issues de la koinè (Κοινή) :
- la variante savante et « atticisante » (employée par les lettrés, elle est à l'origine du grec puriste Καθαρεύουσα) ;
- la variante religieuse (Ακολουθιακή Ελληνική ou « grec liturgique », surtout chantée, qui est encore employée en diverses occasions dans la liturgie orthodoxe grecque) ;
- les variantes démotiques (Μεσαιωνικές δημοτικές ou « médiévales populaires »), correspondant aux parlers suivants :

1. Έλλαδική (« helladique », en Grèce, autour de la mer Égée et à Constantinople, à l'origine du grec moderne) ;
2. Κατωιταλιώτικη (italique, en Calabre et Sicile, peut-être à l'origine du griko) ;
3. Ποντική (« pontique », autour de la Mer Noire, avec des traits archaïques ioniens, à l'origine du dialecte pontique moderne) ;
4. Νοτική (« du sud », en Cyrénaïque et Égypte, disparu[3]) ;
5. Ανατολική (« oriental », en Asie Mineure intérieure, Anatolie et au proche-orient, dont la turcisation est à l'origine du cappadocien).

En outre, le yévanique, à l'important lexique hébraïque, était parlé par les Romaniotes (juifs grecs).